# Étang de Galetas
Étang de Galetas este o arie protejată (arie de protecție specială avifaunistică — SPA) din Franța întinsă pe o suprafață de 631 ha, integral pe uscat.

## Localizare
Centrul sitului Étang de Galetas este situat la coordonatele 48°06′00″N 3°02′00″E / 48.1°N 3.03333°E.

## Înființare
Situl Étang de Galetas a fost declarat arie de protecție specială avifaunistică în baza directivei 79/409 din 1979 referitoare la conservarea păsărilor sălbatice pentru a proteja 60 de specii de animale.

## Biodiversitate
Situată în ecoregiunea atlantică, aria protejată nu include niciun habitat protejat.
La baza desemnării sitului se află mai multe specii protejate de  păsări (60): pescăruș albastru (Alcedo atthis), rață sulițar (Anas acuta), rață lingurar (Anas clypeata), rață pitică (Anas crecca), rață fluierătoare (Anas penelope), rață mare (Anas platyrhynchos), rață cârâitoare (Anas querquedula), rață pestriță (Anas strepera), stârc cenușiu (Ardea cinerea), stârc roșu (Ardea purpurea), rață-cu-cap-castaniu (Aythya ferina), rața moțată (Aythya fuligula), Aythya marila, rață roșie (Aythya nyroca), buhai de baltă (Botaurus stellaris), Bucephala clangula, fugaci de țărm (Calidris alpina), fugaci roșcat (Calidris ferruginea), fugaci mic (Calidris minuta), fugaci pitic (Calidris temminckii), caprimulg (Caprimulgus europaeus), chirighiță-cu-obraz-alb (Chlidonias hybridus), chirighiță neagră (Chlidonias niger), barză albă (Ciconia ciconia), barză neagră (Ciconia nigra), erete de stuf (Circus aeruginosus), ciocănitoarea de stejar (Dendrocopos medius), ciocănitoare neagră (Dryocopus martius), egretă albă (Egretta alba), lișiță (Fulica atra), becațină comună (Gallinago gallinago), Gallinago media, cufundar mic (Gavia stellata), cocor (Grus grus), codalb (Haliaeetus albicilla), acvilă pitică (Hieraaetus pennatus), stârc pitic (Ixobrychus minutus), sfrâncioc roșiatic (Lanius collurio), pescăruș râzător (Larus ridibundus), sitar de mâl (Limosa limosa), becațină mică (Lymnocryptes minimus), ferestrașul mare (Mergus merganser), gaia neagră (Milvus migrans), vultur pescar (Pandion haliaetus), viespar (Pernis apivorus), bătăuș (Philomachus pugnax), ploier auriu (Pluvialis apricaria), corcodel-urechiat (Podiceps auritus), corcodel mare (Podiceps cristatus), corcodel-cu-gât-negru (Podiceps nigricollis), cresteț pestriț (Porzana porzana), chiră mică (Sterna albifrons), chiră de baltă (Sterna hirundo), corcodel mic (Tachybaptus ruficollis), fluierar negru (Tringa erythropus), fluierar de mlaștină (Tringa glareola), fluierar cu picioare verzi (Tringa nebularia), fluierarul de zăvoi (Tringa ochropus), fluierarul cu picioare roșii (Tringa totanus), nagâț (Vanellus vanellus).
Pe lângă speciile protejate, pe teritoriul sitului au mai fost identificate 5 specii de păsări.